# Hajvazi
Hajvazi är en ort i Bosnien och Hercegovina.   Den ligger i entiteten Republika Srpska, i den östra delen av landet, 80 km nordost om huvudstaden Sarajevo. Hajvazi ligger 343 meter över havet och antalet invånare är 554.
Terrängen runt Hajvazi är huvudsakligen kuperad, men västerut är den platt.Närmaste större samhälle är Kalesija, 8,9 km väster om Hajvazi. 
Omgivningarna runt Hajvazi är en mosaik av jordbruksmark och naturlig växtlighet. Runt Hajvazi är det ganska tätbefolkat, med 67 invånare per kvadratkilometer.